# Верхній Мелекес
Верхній Мелекес (рос. Верхний Мелекесс) — село в Мелекеському районі Ульяновської області Російської Федерації.
Населення становить 588 осіб. Входить до складу муніципального утворення Новомайнське міське поселення.

## Історія
Від 2004 року входить до складу муніципального утворення Новомайнське міське поселення.

## Населення
| 2010 |
| ---- |
| 588  |